# كلارا فادينينو
كلارا فادينينو (بالرومانية: Clara Vădineanu)‏ مواليد 26 أكتوبر 1986 في مولدوفا نوا، رومانيا، هي لاعبة كرة يد رومانية تلعب كظهير أيسر. مثلت منتخب رومانيا لكرة اليد للسيدات.

## سجل المنافسة
شاركت في البطولات التالية:
- بطولة العالم لكرة اليد للسيدات 2007
- بطولة أوروبا لكرة اليد للسيدات 2012

## روابط خارجية
- كلارا فادينينو على موقع الاتحاد الأوروبي لكرة اليد (الإنجليزية)